# 34th Street – Herald Square
34th Street – Herald Square – stacja metra nowojorskiego, na linii B, D, F, M, N, Q i R. Znajduje się w dzielnicy Manhattan, w Nowym Jorku i zlokalizowana jest pomiędzy stacjami 42nd Street / Fifth Avenue – Bryant Park, Times Square – 42nd Street oraz 23rd Street i 28th Street. Została otwarta 15 grudnia 1950.